# Paul Devinat
Ernest Paul Devinat, né le 2 janvier 1890 à Mâcon (Saône-et-Loire) et mort à Paris le 1er mai 1980, est un homme politique français.

## Biographie
Ernest Paul Devinat est né le 2 janvier 1890 à Mâcon au domicile de ses parents, fils de Laurent Émile Devinat directeur de l'École normale âgé de 32 ans et de Marie Voirin âgée de 25 ans sans profession, son épouse.
Il effectue ses études aux lycée Buffon et Louis-le-Grand et à la faculté des lettres de Paris. Agrégé d'histoire et de géographie, il commence sa carrière comme professeur à l'Institut français de Londres en 1920.
Il devient ensuite chef de service à la Société des Nations, au sein du Bureau international du travail, il y reste jusqu'en 1929. Il est alors est nommé directeur de l'Institut d'organisation scientifique du travail. Entre 1930 et 1935, il est conseiller technique pour les affaires économiques à la présidence du Conseil.
Paul Devinat se forme à la politique en dirigeant de nombreux cabinets sous la Troisième  République : notamment auprès de Laurent Eynac, ministre du Commerce (1933-1934), des Travaux publics (1935-1936) et de l’Air (1940), ainsi que Henri Queuille, au ministère des Travaux publics (1937) et à l'Agriculture (1938). Il arrive au poste de conseiller maître à la Cour des comptes en 1941.
Pendant la guerre, il entre dans la Résistance. À la Libération, Paul Devinat est nommé plusieurs fois secrétaire d’État, notamment aux Travaux publics et à l’Aviation civile, où il se consacre aux problèmes de la construction aéronautique et à la réforme d'Air France.
Il meurt dans le 7e arrondissement de Paris le 1er mai 1980 ; il avait épousé à Cannes (Alpes-Maritimes) le 16 juillet 1915 Renée Marie Mac-Leod.
Les papiers personnels de Paul Devinat sont conservés aux Archives nationales sous la cote 404AP.

## Fonctions gouvernementales
- Secrétaire d'État à la Présidence du Conseil du gouvernement Henri Queuille (1) (du 11 septembre 1948 au 5 octobre 1949)
- Secrétaire d'État à l'Éducation nationale du gouvernement Henri Queuille (2) (du 2 au 4 juillet 1950)
- Secrétaire d'État aux Travaux publics et à l'Aviation civile du gouvernement Joseph Laniel (1) (du 2 juillet 1953 au 16 janvier 1954)
- Secrétaire d'État aux Travaux publics et à l'Aviation civile du gouvernement Joseph Laniel (2) (du 16 janvier 1954 au 12 juin 1954)

## Autres mandats
- Député (radical) de Saône-et-Loire (1946-1958)

## Décorations
- : Commandeur de la Légion d'honneur
- : Médaille militaire
- : Croix de guerre 1914-1918
- : Médaille de la Résistance Française avec Rosette par décret du 31 mars 1947[3]